# Patum de Berga

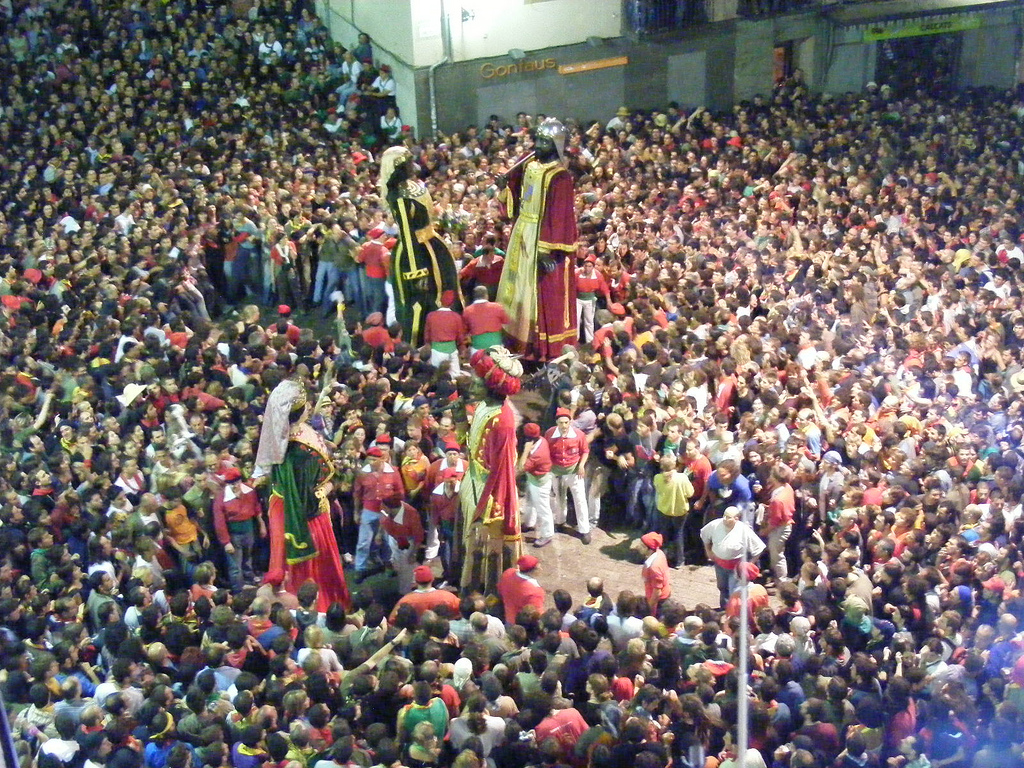
Patum de Berga

Patum de Berga oder La Patum ist ein traditionelles Fest, das jedes Jahr in der katalanischen Stadt Berga an Fronleichnam gefeiert wird. Es besteht aus mehreren Aufführungen mit mythischen und symbolischen Figuren, die zum Rhythmus einer großen Trommel und Live-Musik tanzen. Es kommen auch Feuer und Pyrotechnik zum Einsatz. 
1983 wurde es von der Generalitat de Catalunya zum Fest von nationalem Interesse erklärt, seit 2005 gehört es zum Immateriellen Weltkulturerbe der UNESCO.

## Figuren
- El Tabal (Die Trommel)
- Turcs i Cavallets (Türken und kleine Ritter)
- Les Maces (Die Keulen)
- Les Guites (Die Maultiere)
- L’Àliga (Der Adler)
- Els Nans Vells (Die alten Zwerge)
- Els Gegants (Die Riesen)
- Els Nans Nous (Die neuen Zwerge)
- Els Plens (Die „Plens“)

## Herkunft und Bedeutung
La Patum war Ende des 14. Jahrhunderts eine beliebte religiöse Veranstaltung, die seit 1525 dokumentiert ist. 
Am Mittag des Mittwochs vor Fronleichnam ziehen El Tabal und Els Gegants (die Riesen) durch alle Straßen der Stadt. Sie kündigen den Beginn der Festlichkeiten vom Folgetag bis Sonntag an. Die Mehrzahl der Veranstaltungen sind Darbietungen, die beispielsweise den Kampf der Christen gegen die Muslime und den Kampf von Erzengel Michael gegen Luzifer und seine Dämonen darstellen. Am Freitag nach Fronleichnam findet eine ähnliche Veranstaltung für die Kinder der Stadt statt.
Joan Amades, ein katalanischer Schriftsteller schreibt in seinem Buch Costumari Català (Bräuche Kataloniens, 1950–1956), dass man nirgendwo sonst zu Fronleichnam Feierlichkeiten wie in Berga finde. Er findet, dass die alten Prozessionstänze, die das Fest ausmachen „Pracht und eine riesige Vitalität“ haben. Die Tänze lassen den Sinn des Festes im Hinblick auf die Eucharistie hinter sich. Er  sieht sie als einzigartige Darbietung des Volkstheaters. Er sagt, dass nirgendwo sonst im Land die alten Tänze eine so harmonische und spektakuläre Einheit bildeten. Er meint, dass diese Tänze in der vor dem Hintergrund der Einfachheit des Straßentheaters und der wenigen Mittel zu sehen sei, die die Menschen für diese Aufführungen zur Verfügung hatten. 
Im Jahre 1955 schrieb der katalanische Schriftsteller Manuel Riu, dass La Patum ein mimisches und rhythmisches, heiliges Drama, sei, das im Freien auf einem Platz entwickelt und ein Vorläufer des modernen Theaters sei. 
Anthropologen und Folklorespezialisten haben sich ebenfalls mit dem Fest befasst.